# Erdinger Herbstfest

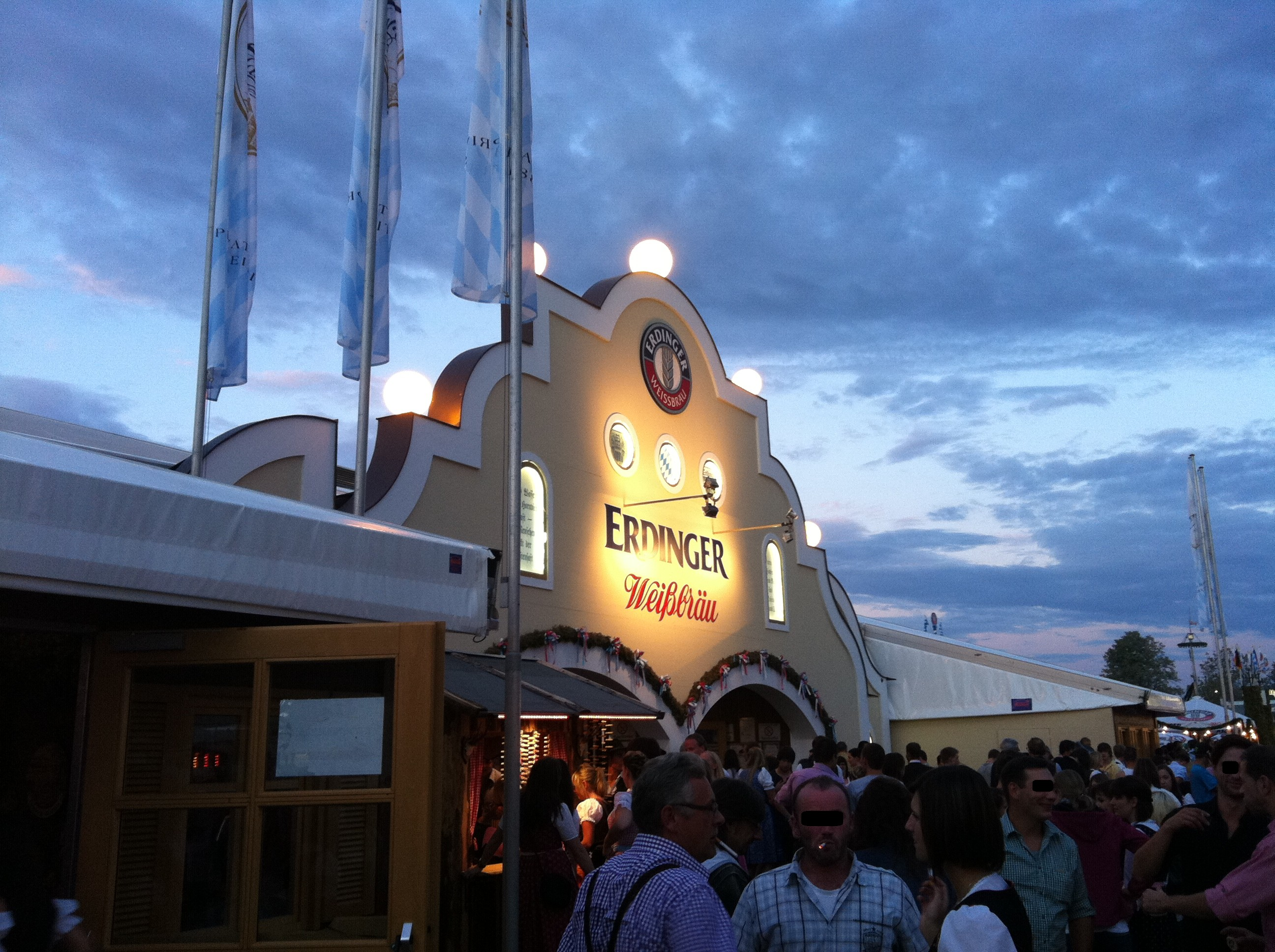
Weissbräuzelt, Außenansicht

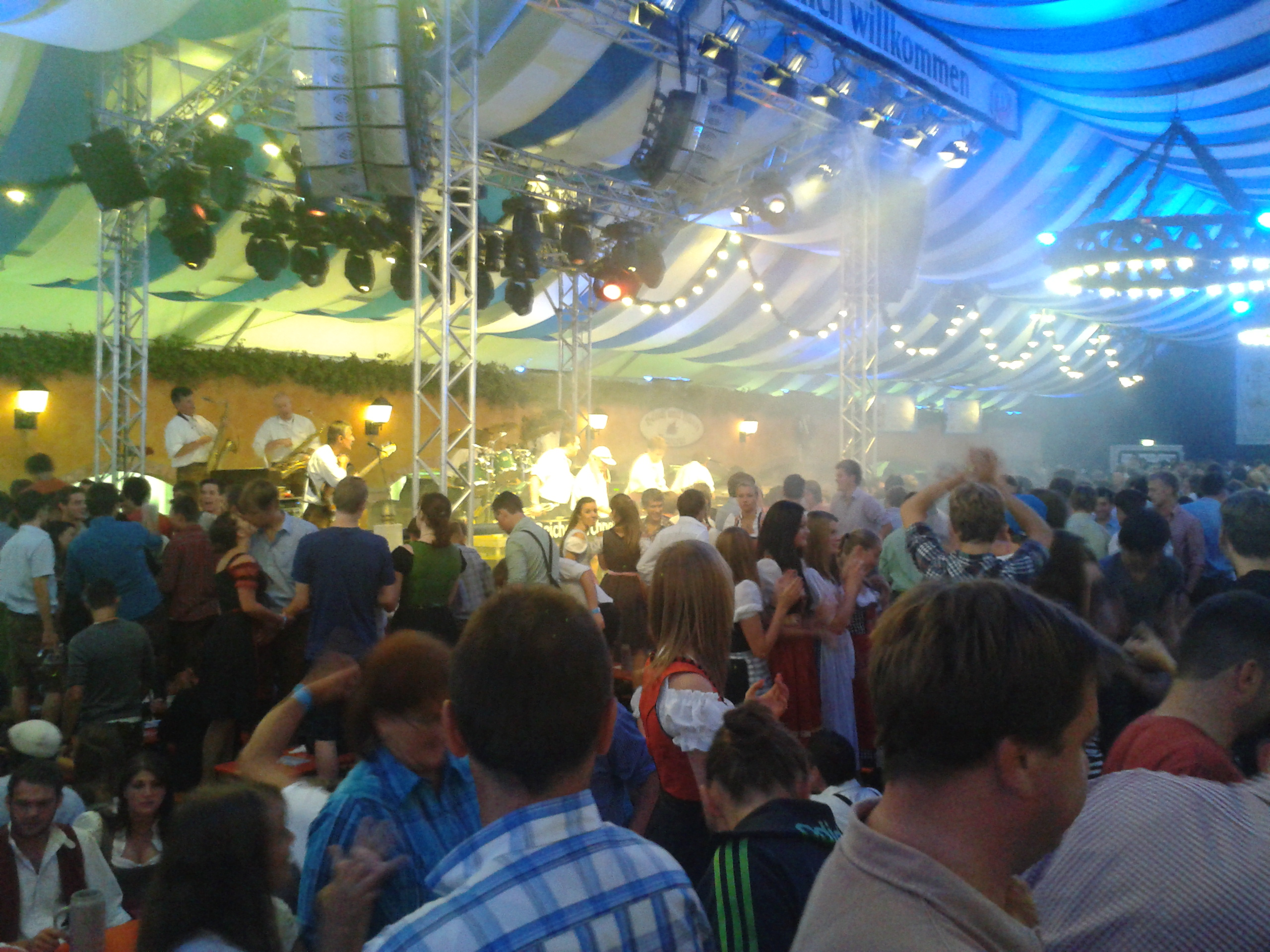
Weissbräuzelt, Innenansicht

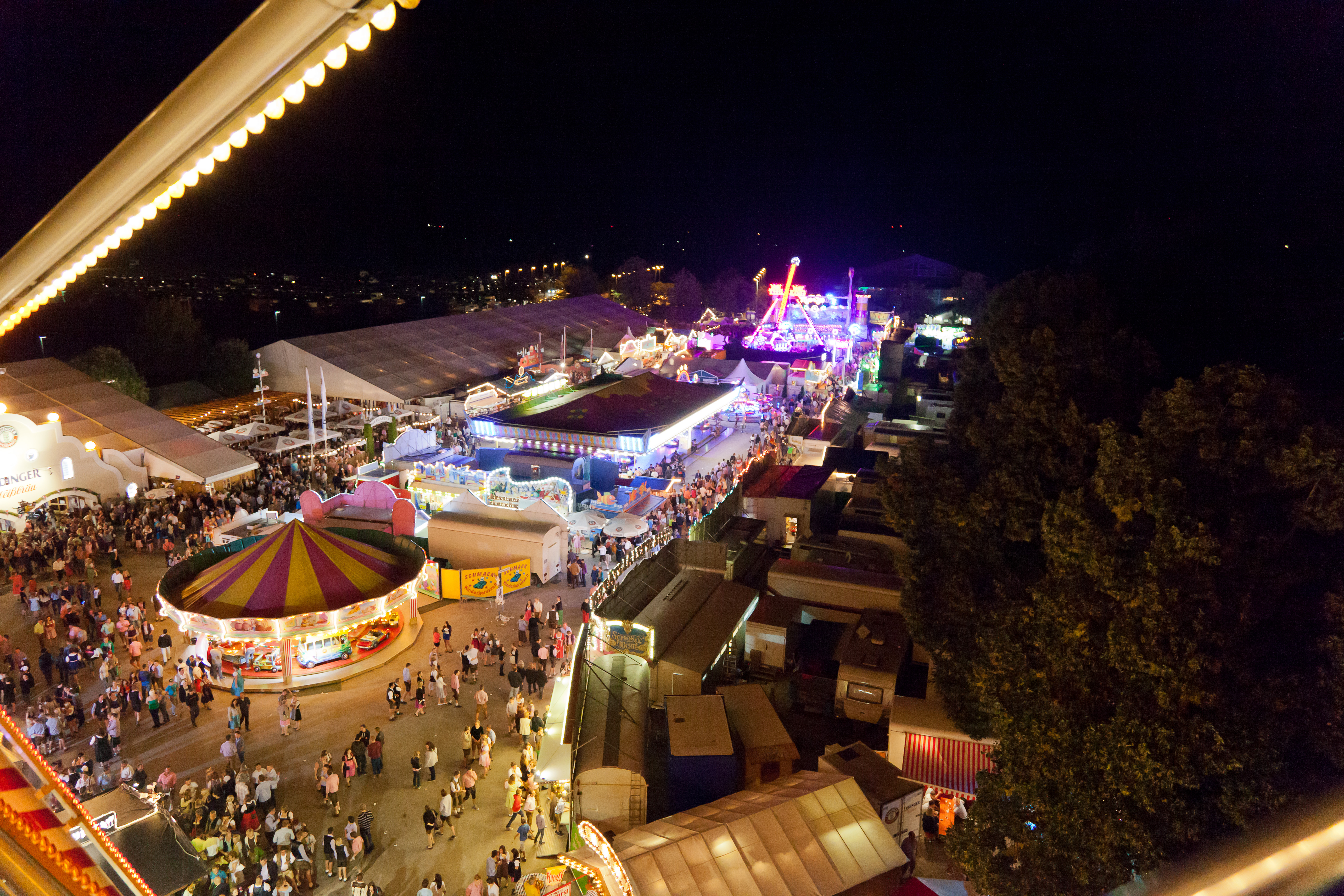
Nachtaufnahme aus dem Riesenrad vom Erdinger Herbstfest 2012

Das Erdinger Herbstfest (umgsp. Volksfest) ist ein jährlich jeweils Ende August bis Anfang September stattfindendes Volksfest in Erding bei München.

## Geschichte
Das erste Herbstfest in Erding fand 1816 unter dem Namen „Landwirtschaftliches Bezirksfest“ statt. In den folgenden Jahrzehnten wurde das Herbstfest unregelmäßig gefeiert, seit 1949 findet es jährlich statt. Die Dauer beträgt zehn Tage ab dem letzten Freitag im August.

## Daten zum Volksfest
Das Erdinger Herbstfest ist nach dem Münchner Oktoberfest, dem Rosenheimer Herbstfest, dem Dachauer Volksfest und dem Barthelmarkt in Oberstimm nach Besucherzahlen das fünftgrößte Volksfest in Oberbayern, pro Jahr kommen über 200.000 Besucher nach Erding. 2010 feierte Erding das 70. Herbstfest mit einem Blumenkorso.
In der Regel gibt es jedes Jahr fünf große Fahrgeschäfte, vier Schießbuden sowie diverse Stände mit Geschicklichkeitsspielen und Glückslosen.

## Zelte
Es gibt zwei Festzelte:
- Festzelt der Fischer's Stiftungsbrauerei Erding, betrieben von Römersperger-Richter Bierzeltbetrieb GmbH mit 3750 Sitzplätzen im Zelt und 1000 Plätzen im Außenbereich
- Weissbräuzelt, betrieben seit 2022 von der Familie Schmidt[2] mit 3350 Sitzplätzen im Zelt und 400 Plätzen im Außenbereich. Für das Herbstfest braut die Erdinger Brauerei eine spezielle Festweiße. Produktionsüberschüsse werden in Flaschen abgefüllt und regional abverkauft.

In beiden Zelten wird mit wechselnden Musikgruppen für Unterhaltung gesorgt.